# 김석연 (야구인)
김석연(金錫延, 1968년 8월 16일 ~ )은 전 KBO 리그 빙그레 이글스의 외야수이자, 현 KBO 리그 KIA 타이거즈의 잔류군 타격코치이다.

## 선수 시절

### 빙그레 이글스시절
1991년에 입단하였다. 별다른 활약을 보이지 못하고 1993년에 은퇴했다. 통산 71경기에 출전해 1할대 타율, 18안타, 8타점을 기록했다.

## 야구선수 은퇴 후
부천고등학교, 동아대학교 야구부 코치로 활동하다가 2007년에 감독으로 승격돼 동아대학교의 야구부 감독을 맡았다.
2014년부터 넥센 히어로즈 육성팀 총괄 야수코치로 활동했고, 2018년부터 SK 와이번스 2군 수석, 작전 및 주루코치로 활동했다. 2020년부터 SK 와이번스의 루키팀 총괄/타격코치로 활동했고, 2021년 시즌 중 조원우로부터 2군 감독을 넘겨받았으나 시즌 후 재계약에 실패했다.

## 출신 학교
- 충남 태안초등학교
- 태안중학교
- 대전고등학교
- 동아대학교

## 통산 기록
| 연도 | 팀명   | 타율  | 경기 | 타수 | 득점 | 안타 | 2루타 | 3루타 | 홈런 | 루타 | 타점 | 도루 | 도실 | 볼넷 | 사구 | 삼진 | 병살 | 실책 |
| ---- | ------ | ----- | ---- | ---- | ---- | ---- | ----- | ----- | ---- | ---- | ---- | ---- | ---- | ---- | ---- | ---- | ---- | ---- |
| 1991 | 빙그레 | 0.220 | 31   | 50   | 5    | 11   | 3     | 1     | 0    | 16   | 5    | 0    | 1    | 1    | 1    | 10   | 1    | 1    |
| 1992 | 빙그레 | 0.200 | 6    | 10   | 1    | 2    | 0     | 0     | 0    | 2    | 0    | 0    | 0    | 0    | 0    | 1    | 0    | 0    |
| 1993 | 빙그레 | 0.152 | 34   | 33   | 2    | 5    | 0     | 0     | 0    | 5    | 3    | 0    | 1    | 1    | 0    | 14   | 2    | 1    |
| 통산 | 3시즌  | 0.194 | 71   | 93   | 8    | 18   | 3     | 1     | 0    | 23   | 8    | 0    | 2    | 2    | 1    | 25   | 3    | 2    |